# Pallanuoto al IX Festival olimpico estivo della gioventù europea
Le competizioni di pallanuoto al IX Festival olimpico estivo della gioventù europea si sono svolte dal 21 al 29 luglio 2007 a Belgrado, in Serbia

## Podi

### Ragazzi
| Evento          | Oro    | Argento  | Bronzo |
| Torneo maschile | Serbia | Ungheria | Grecia |